# William Snow Harris
Sir William Snow Harris (Plymouth (Devon), 1 de abril de 1791 — 22 de janeiro de 1867) foi um médico e pesquisador de fenômenos elétricos inglês.

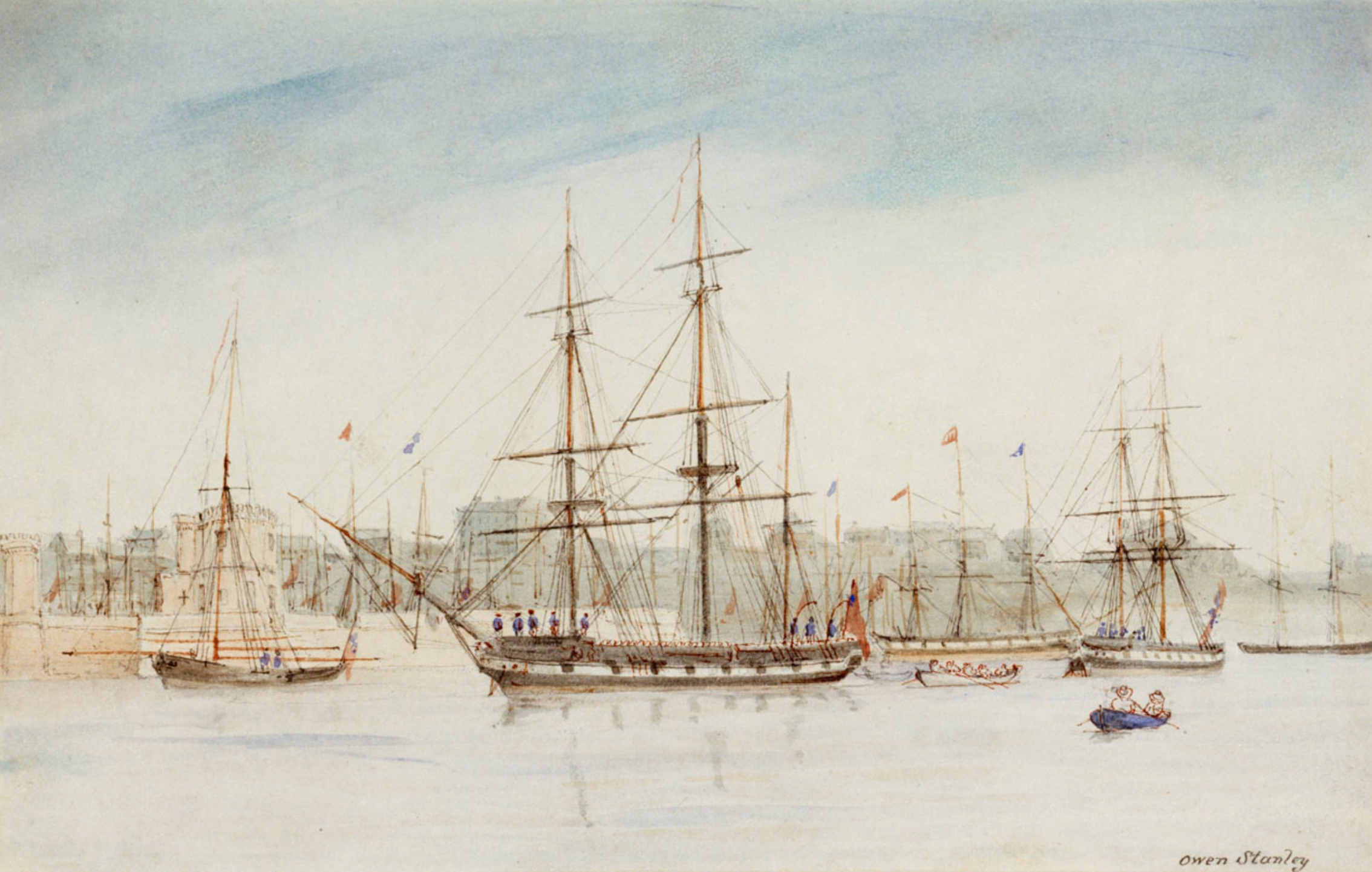
foi um dos primeiros navios protegido contra raios pelos condutores de Harris

## Obras
- Rudimentary Electricity, being a Concise Exposition of the General Principles of Electrical Science. Published by John Weale, 59 High Holborn, London in 1848.

Second edition (1851)